# Gregorio Allegri
Gregorio Allegri (Roma, 1582 - 17 de febrer de 1652) va ser un sacerdot, cantant i compositor italià. Era germà del també compositor i mestre de capella Domenico Allegri (1585-1626).
Es va iniciar musicalment com a nen corista a Roma, a l'Església De San Luigi dei Francesi, de 1591 fins a 1596, en el qual la seva veu va començar a canviar de soprano a tenor. Va estudiar música amb Giovanni Maria Nanino, que era amic de Palestrina, entre 1600 i 1607. Durant diversos anys va cantar en diverses catedrals, especialment a Fermo entre 1607 i 1621, i també a Vallicella i Tivoli. El 1628 va retornar a Roma per passar els exàmens d'admissió al Cor de la Capella Papal, a la qual va ingressar el 6 de desembre de 1629, romanent-hi fins a la seva mort, i on va tenir entre altres alumnes en Antimo Liberati. El càrrec li va proporcionar prestigi i seguretat econòmica. Com va escriure Andrea Adami da Bolsena, Allegri va ser considerat com singularment pur i benvolent.
La seva obra, fonamentalment música sacra, inclou nombroses misses, motets, lamentacions, magnificats, concertini per a veu solista, etc. Va compondre una sonata en quatre parts per a cordes considerada el prototip del quartet de cordes. La seva obra es troba ben conservada en diversos manuscrits.

## Miserere
La seva creació més coneguda és la musicalització del salm Miserere Mei, Deus realitzada cap a 1638. L'obra és interpretada de forma regular a la Capella Sixtina per Setmana Santa des de llavors. Està escrita per a dos cors, un de quatre veus i un altre de cinc. Un dels cors canta una versió simple del tema original i l'altre cor, en certa distància, canta un comentari més elaborat. És un dels millors exemples de l'estil polifònic del Renaixement, anomenat al segle xvii stile antico o prima prattica, i denota les influències combinades de l'escola romana (Palestrina) i veneciana (Andrea i Giovanni Gabrieli, el cor doble).
Al principi, es va imposar una prohibició d'executar l'obra fora de la Capella Sixtina (fins i tot s'amenaçava amb l'excomunió a qui la copiés), malgrat això algunes còpies van ser fetes. L'emperador Leopold I d'Àustria va sol·licitar i va obtenir una còpia, que va conservar a la Biblioteca Imperial de Viena. Tanmateix, quan la va fer executar va pensar que havia estat enganyat. El Papa llavors va acomiadar el mestre de capella de l'època, el qual va haver de traslladar-se a Viena per explicar les tècniques d'execució i les improvisacions (els anomenats abbellimenti que mai no eren escrits, sinó que eren passats d'intèrpret a intèrpret en el cor de la Capella) que segons ell no podien ser reflectits al paper, a fi de poder ser contractat novament. El Pare Martini (1706-1784) en posseïa una altra còpia.

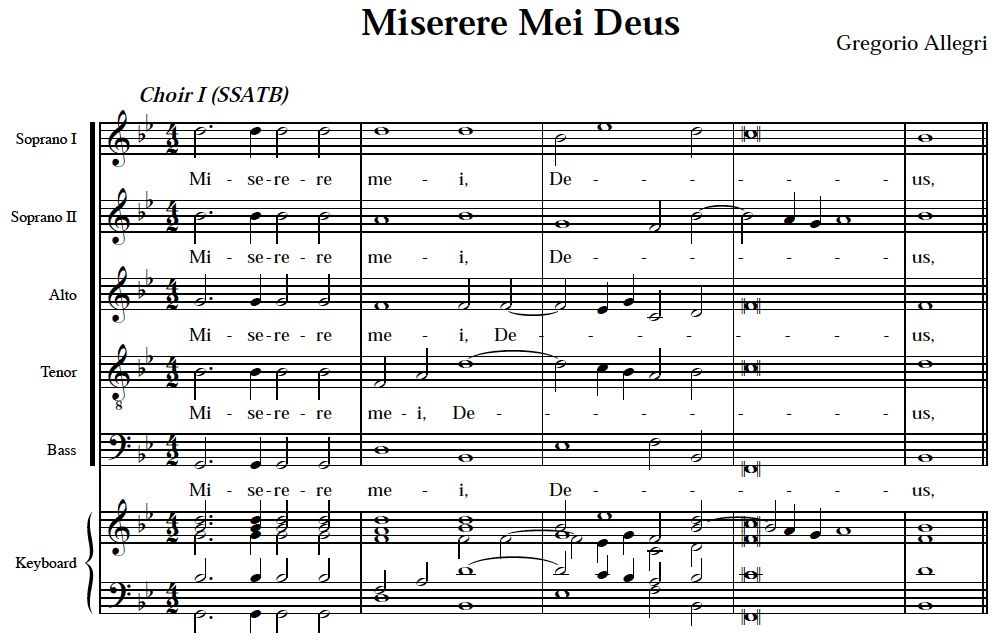
Fragment del famós Miserere

El 1770, Wolfgang Amadeus Mozart amb tan sols 14 anys, després d'escoltar-la tan sols una vegada, va transcriure l'obra de memòria, per a després fer-li correccions menors en una segona ocasió. Aquest fet és àmpliament recordat com a mostra del geni de Mozart, que fins i tot va ser fet Cavaller de l'Ordre de l'Esperó d'Or pel Papa en assabentar-se del fet. La còpia de Mozart, que reflectia les improvisacions, no ha estat conservada. El 1771, el Dr. Charles Burney, després d'un viatge a Itàlia, va publicar a Londres una versió de l'obra, basada possiblement en la còpia de Martini, la de Mozart i, potser, una còpia obtinguda de la mateixa Capella Sixtina.